# مدرسه متوسطه

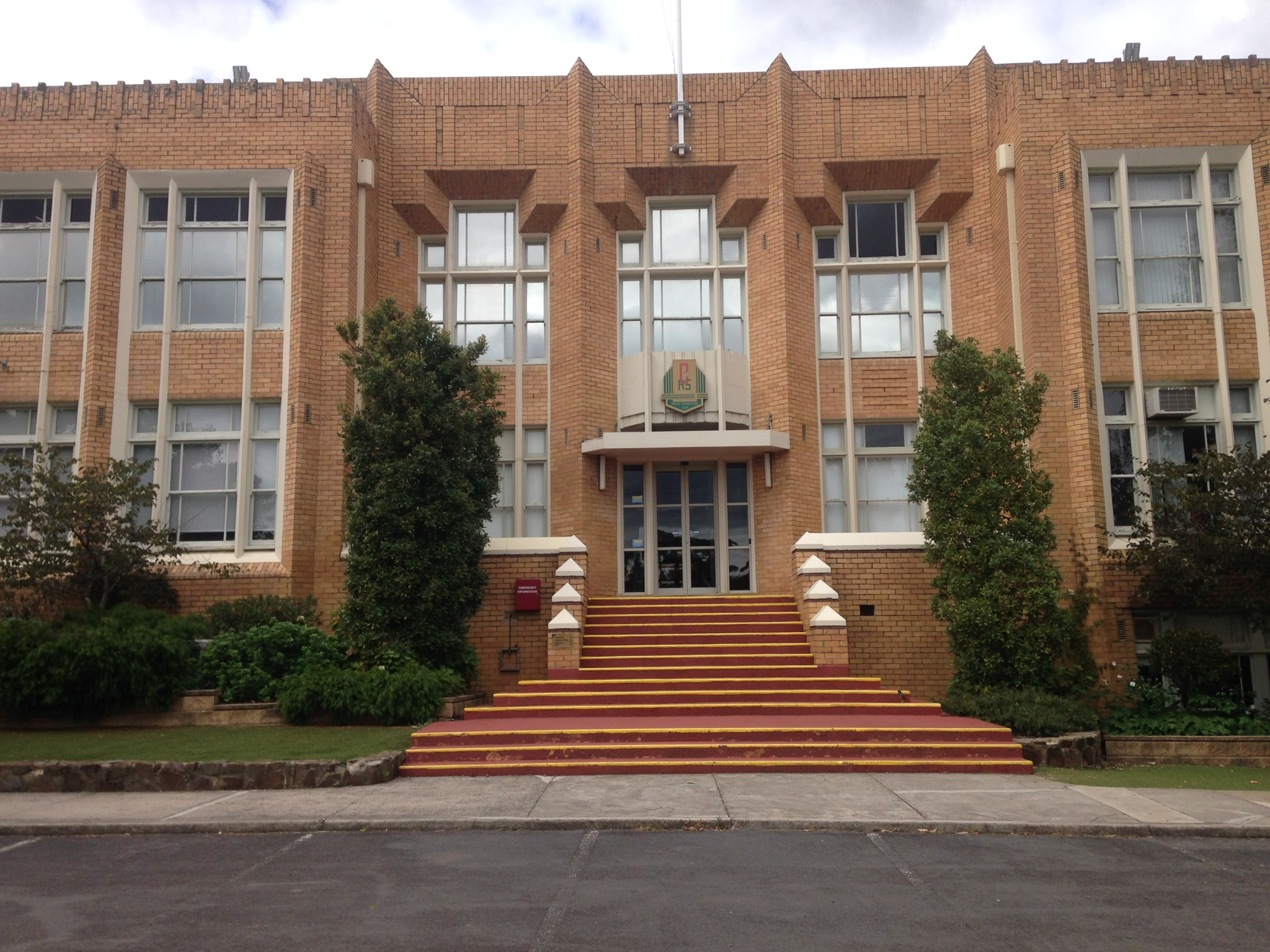
دبیرستان کامبرول، یک مدرسه متوسطه دولتی در استرالیا

یک مدرسه متوسطه (به انگلیسی: Secondary school) مؤسسه‌ای را توصیف می‌کند که آموزش متوسطه را ارائه می‌دهد و همچنین معمولاً شامل ساختمانی است که در آن انجام می‌شود. برخی از مدارس متوسطه هم آموزش متوسطه پایین (اول) (سنین ۱۱ تا ۱۴) و هم آموزش متوسطه عالی (دوم) (سنین ۱۴ تا ۱۸) یعنی سطح‌های ۲ و ۳ مقیاس ISCED را ارائه می‌دهند، اما این‌ها می‌توانند در مدرسه‌های جداگانه نیز ارائه شوند، مانند مدارس متوسطه آمریکایی و سیستم دبیرستان در بریتانیا، بیشتر مدارس دولتی و مدارس خصوصی، دانش‌آموزان ۱۱ تا ۱۶ ساله یا ۱۱ تا ۱۸ ساله را در خود جای می‌دهند. برخی از مدارس خصوصی نخبه بریتانیا، یعنی مدارس عمومی، دانش‌آموزان بین ۱۳ تا ۱۸ سال را می‌پذیرند.
دورهٔ متوسطه به دنبال مدارس دبستانی هستند و برای آموزش فنی-حرفه‌ای یا دانشگاهی آماده می‌شوند. معمولاً حضور دانش‌آموزان تا سن ۱۶ سالگی اجباری است. سازمان‌ها، ساختمان‌ها و اصطلاحات در هر کشور کم و بیش منحصر به فرد هستند.